# Persona (ergonomie)
Pour les articles homonymes, voir Persona.
 (septembre 2015).
Si vous disposez d'ouvrages ou d'articles de référence ou si vous connaissez des sites web de qualité traitant du thème abordé ici, merci de compléter l'article en donnant les références utiles à sa vérifiabilité et en les liant à la section « Notes et références ».
 (septembre 2015).
- Si vous ne connaissez pas le sujet, laissez ce bandeau (vous pouvez alors contacter les auteurs).
- Si vous supprimez le contenu mis en cause (vous pouvez préalablement contacter les auteurs),

argumentez précisément cette suppression dans la page de discussion
(un manque de référence n'est pas un argument ; une recherche réelle de référence doit avoir été effectuée, être formellement documentée).
Les personas sont des personnes fictives utilisées dans le développement de logiciels informatiques. Il s'agit d'archétypes d'utilisateurs possibles de l’application développée auxquels les concepteurs pourront se référer lors de la conception de l’interface.
Alan Cooper, développeur et pionnier entre autres du Visual Basic a popularisé les personas dans son livre :The Inmates are Running the Asylum. Il y recommande d'appliquer cette méthode au commerce en ligne et aux technologies de l'information et de la communication afin de concevoir des produits dont les cibles sont bien détaillées et identifiables par tous les acteurs du projet.
Les personas sont construites sur la base d’une étude précise des utilisateurs actuels et/ou potentiels d'un produit (logiciel ou site web), le plus souvent à partir des données recueillies lors d'entretiens individuels. Contrairement au domaine du marketing, les personas ne correspondent pas à des profils d’utilisateur ou à une segmentation marketing. Elles seraient plutôt une synthèse des données récoltées pour élaborer plusieurs archétypes d’utilisateurs du produit. Présentées sous forme de fiche, elles comprennent différentes informations pour les identifier : prénom, âge, profession, compétences, traits de personnalité, environnement de vie/travail, etc. avec un peu d'histoire personnelle pour leur donner une réalité. Toutes ces caractéristiques sont relatives à l'usage du produit et doivent se répercuter sur la conception du produit.

## Processus

### La phase de recherche
La phase de recherche consiste à conduire des entretiens auprès d’un panel de 6 à 8 utilisateurs du cœur de cible. Les entretiens sont conduits selon la méthode de l’enquête contextuelle. L’interviewer se place en position d’apprenti et cherche à comprendre comment l’utilisateur réalise son activité avec et grâce au produit étudié. Il alterne des observations afin de recueillir des informations sur le contexte dans lequel les tâches sont réalisées, avec des questions par lesquelles il cherche à identifier les objectifs et les motivations de l’utilisateur. L'orientation des entretiens est définie à partir d'une hypothèse pour chaque persona, hypothèse élaborée avec les équipes de marketing et de maîtrise d'ouvrage .
Cette étape permet d’identifier des caractéristiques clairement distinctes pour lesquelles il est possible de définir une échelle de valeurs selon les utilisateurs. Les caractéristiques des utilisateurs sont variables selon l’application, mais elles recouvrent en général les points suivants :
- Le type d’utilisateur : âge, genre, profession, catégorie socioprofessionnelle, etc.
- Les besoins ou les objectifs vis-à-vis de l’application,
- Les critères de choix,
- La façon de se servir de l’application,
- L’expertise du domaine.

Selon Alan Cooper, pour une application informatique, une vingtaine de variables comportementales est généralement à récolter. Le profil de chaque personne interviewée est ensuite positionné au regard des variables comportementales. 
Pour chaque interview, il est nécessaire de vérifier si l'hypothèse de départ est validée au regard des données récoltées. En effet, de nouveaux éléments comportementaux ou bien des caractéristiques spécifiques des utilisateurs peuvent apparaitre, nécessitant alors de revoir l’ensemble des caractéristiques initiales et recueillir des données complémentaires par de nouveaux entretiens.

### La phase de construction
En synthétisant les données, le tableau ainsi construit fait apparaître des groupes d’utilisateurs présentant des comportements similaires. Un ensemble de personnes présentant des ressemblances sur 6 à 8 variables différentes constituent la base d’une persona. Une fiche sur laquelle sont décrites les principales variables comportementales qui les caractérisent permet de définir un modèle comportemental de l’utilisateur final. Alan Cooper insiste sur l’importance de donner un prénom aux personas, afin de les humaniser et ainsi d’attirer l’empathie de l’équipe projet.
La petite histoire personnelle associée à chaque fiche doit comporter des faits réels observés et éviter des informations fictives ou inventées, afin de garantir des personas réalistes.
Chaque persona doit avoir des objectifs d’utilisation identifiés et qui lui sont propres. Ces objectifs sont un élément déterminant du caractère de la persona et donc de son attitude vis-à-vis de l’interface. Ces informations sont déterminantes pour concevoir l'utilisabilité du produit final.
Dans un second temps, les différentes personas identifiées sont ordonnées d'après leur représentativité dans la population cible. La persona primaire définit l'archétype pour lequel l’interface est conçue, les autres personas étant qualifiées de secondaires. La persona primaire doit être complètement satisfaite par l’interface proposée sans pour autant que cela soit en contradiction avec les attentes des autres personas. Au contraire, les personas secondaires se satisferont de l’interface bien qu’elle ne réponde pas exactement à leurs attentes.
Dans la méthode des personas, la rigueur de l'analyse et de la construction des fiches ne peut aboutir à la définition de plusieurs personas primaires. Toutefois, si le cas se présente, il faut envisager la conception de différentes interfaces adaptées à chaque persona.

## Utilisation
Classiquement, un projet d'interface se traduit par la conception d'un ensemble de fonctionnalités techniques définissant le produit et son utilisation. À l'inverse, la méthode des personas propose de concevoir le produit en s'attachant à ce que chaque persona, la persona primaire en priorité, puisse atteindre ses objectifs et réaliser les tâches principales puis secondaires qui le distinguent.
À chaque étape de la conception, les membres de l’équipe pourront se référer aux personas pour vérifier que l'interface répond à leurs objectifs, leurs besoins, leurs attentes et leurs spécificités. Les personas permettent à l’équipe d’évaluer l’interface réalisée en se mettant à leur place, en adoptant leur profil comportemental, et en analysant la façon dont ils percevraient et utiliseraient l’interface.

### Avantages
Alan Cooper (1999) résume les avantages de sa méthode en 3 points :
- Aide les membres de l'équipe projet à partager efficacement une même compréhension des différents utilisateurs cibles. Les caractéristiques de chaque persona sont comprises dans un contexte bien particulier et associées à une histoire cohérente
- Guide les solutions proposées par la façon dont ils répondent aux besoins des personas, en tant qu'utilisateurs distincts. Les fonctionnalités peuvent être hiérarchisées en fonction de la manière dont ils répondent aux besoins d'une ou plusieurs personas.
- Donne un visage aux personnes pour lesquelles doit être fait le produit, en tant que personnes représentatives de différentes populations d'utilisateurs

### Inconvénients
Plusieurs études de Chapman et collaborateurs ont mis en évidence des lacunes dans la méthode des personas. En termes de rigueur scientifique, Chapman et Milham considèrent que si les personas sont des personnes fictives, il n'existe pas de relation claire avec les caractéristiques des vrais utilisateurs ou consommateurs. Ainsi, le fait de rassembler et conjuguer des données ne peut pas être considéré comme une procédure fiable et robuste ; par conséquent, cette méthode est jugée non-scientifique. 